# Hunter (televisieserie)
Hunter is een Amerikaans politiedramaserie die van 1984 tot 1991 werd uitgezonden door NBC. In Nederland was de serie te zien op RTL 4, in Vlaanderen op VTM.
De serie draaide om Rick Hunter (Fred Dryer), een no-nonsense detective van de Los Angeles Police Department, en zijn vrouwelijke politiepartner, Dee Dee McCall (Stepfanie Kramer). Hunter werd bedacht door Frank Lupo, die eerder ook garant stond voor shows zoals The A-Team en Riptide. De producer in het eerste seizoen was Stephen J. Cannell.
Hunter kreeg een aantal jaren nadat de serie was beëindigd een vervolg in de vorm van een drietal televisiefilms: The Return of Hunter: Everybody Walks in L.A. (1995), Hunter: Return to Justice (2002), en Hunter: Back in Force (2003).